# 凌烈
凌 烈（りょう れつ、生没年不詳）は、中国三国時代の呉の武将。揚州呉郡余杭県の人。祖父は凌操。父は凌統。弟は凌封。

## 生涯
父が亡くなったとき、凌烈と凌封はそれぞれ数歳であったが、孫権は彼らを宮中に引き取って養育し、自分の息子と変わりなくいつくしんだ。賓客が目通りすることがあると、孫権は2人を呼んで客人に会わせ、「これは私の虎の子なんだ」と言った。8・9歳になると、葛光に命じて彼らに書物を教えさせ、10日に一度は乗馬の練習をさせた。
凌烈・凌封兄弟が長じると、孫権は凌統の生前の功績を評価し、凌烈を亭侯に封じ、もと凌統の配下にいた兵士たちを凌烈にかえしてやった。のちに凌烈は罪を犯して官を免ぜられ、凌封が代わって爵位を継ぎ兵士をあずかったという。